# Surfside Beach (Texas)
Surfside Beach é uma cidade localizada no estado norte-americano do Texas, no Condado de Brazoria.

## Demografia
Segundo o censo norte-americano de 2000, a sua população era de 763 habitantes.
Em 2006, foi estimada uma população de 865, um aumento de 102 (13.4%).

## Geografia
De acordo com o United States Census Bureau tem uma área de
5,8 km², dos quais 4,6 km² cobertos por terra e 1,2 km² cobertos por água.

## Localidades na vizinhança
O diagrama seguinte representa as localidades num raio de 20 km ao redor de Surfside Beach.